# Hans Meinhardt (Naturwissenschaftler)

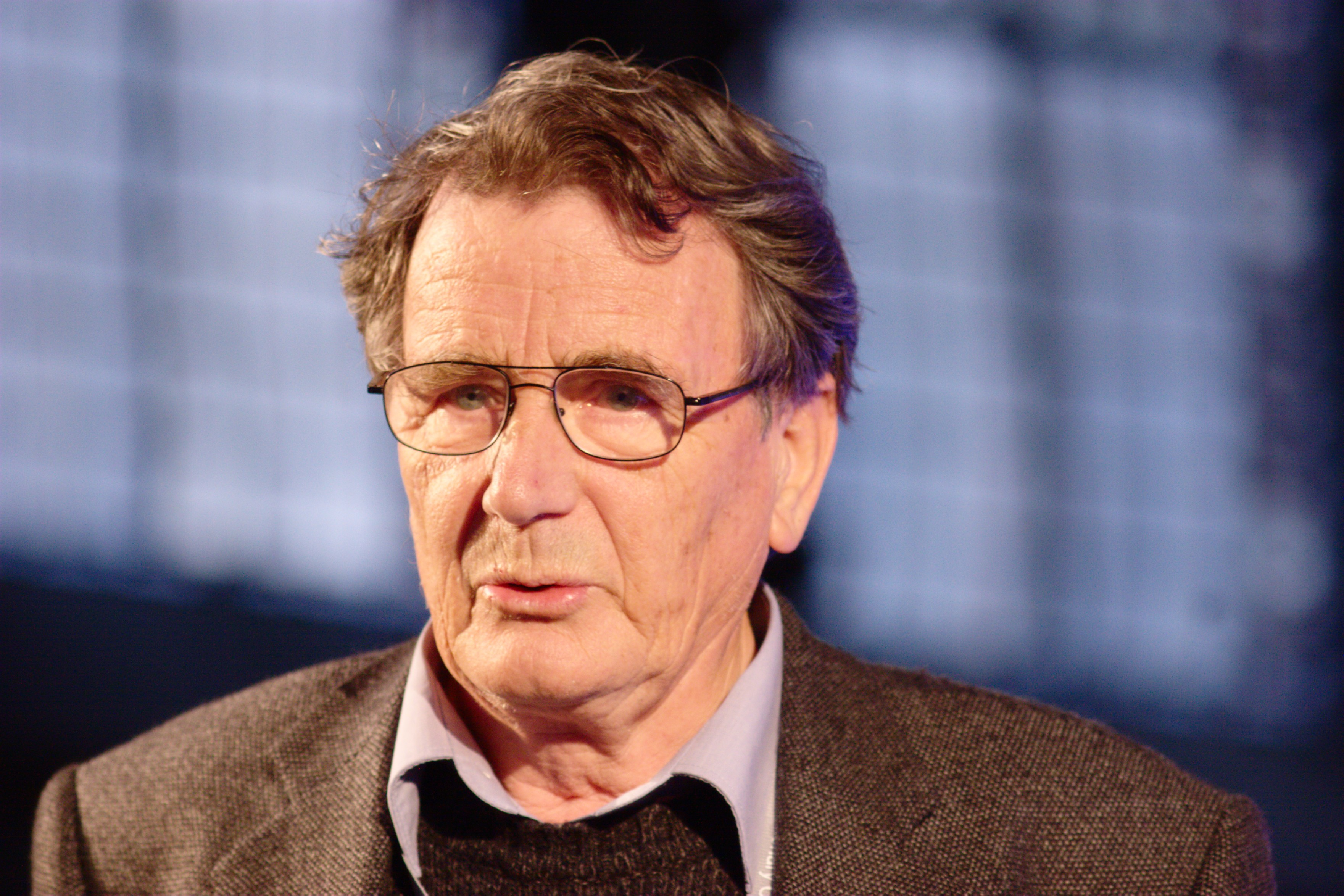
Hans Meinhardt (2012)

Hans Meinhardt (* 23. Dezember 1938 in Mühlhausen (Thüringen); † 11. Februar 2016 in Tübingen) war ein deutscher Naturwissenschaftler. Meinhardt ist bekannt für seine Pionierarbeiten auf dem Gebiet der Musterbildung in der Biologie.

## Leben
Meinhardt studierte Physik in Heidelberg und Köln und promovierte in Köln 1966. Seine Dissertation war über ein Thema der schwachen Wechselwirkung und speziell den Betazerfall, worüber er am Zyklotron des Max-Planck-Instituts für Kernphysik in Heidelberg forschte. Anschließend arbeitete er zwei Jahre am CERN in Genf an Computersimulationen. Danach wandte er sich der Biologie zu und wechselte zum Max-Planck-Institut für Entwicklungsbiologie (damals Max-Planck-Institut für Virusforschung) in Tübingen, an dem er bis zu seinem Tod wirkte.

## Wissenschaftlicher Beitrag
Meinhardt beschäftigte sich mit der Entstehung von Mustern an wachsenden Organismen, wie zum Beispiel auf dem Fell des Zebras, auf den Schalen von Meeresschnecken. Anfangs befasste er sich in der Gruppe von Alfred Gierer in Tübingen mit Modellierung der Entwicklung von Hydra. Für die Wirbeltier-Extremitätenentwicklung entwarf er 1983 ein Modell der mehrstufigen Genaktivierung, das er 2009 ausbaute. Auch mit der Bildung von Mittellinien (Körperachsen) von Bilateria-Embryos, dem ersten strukturbildenden Entwicklungsschritt, befasste er sich.
Meinhardt setzte grafische Computermodelle ein, um Systeme partieller Differentialgleichungen zu finden, deren Lösungen den an den Lebewesen beobachteten Mustern entsprechen. Die Gleichungssysteme geben wiederum Hinweise auf die Struktur der unbekannten biochemischen Systeme, die die Muster hervorrufen. Die Arbeit Meinhardts, der lange zusammen mit Alfred Gierer publizierte, gehört zu den Pionierarbeiten auf dem Gebiet der phänotypischen Musterbildung.
Die Idee des Turing-Mechanismus', die den beiden Forschern 1972 noch nicht bekannt war, wurde unabhängig von Turings Arbeit von 1952 durch Meinhardt und Gierer formuliert und gleichzeitig maßgeblich erweitert. Ihr Modell von 1972 erklärt erstens, wie eine lokale, sich selbst verstärkende Quelle (Aktivator) für das Morphogen erzeugt werden kann und führt zweitens die laterale Inhibition ein, wodurch neue Prinzipien der Musterbildung, z. B. Streifen, beschrieben werden konnten. Gierer und Meinhardt erweiterten ferner die musterbildenden chemische Diffusionsprozesse Turings auf Zellebene aus, so dass phänotypische Muster durch Zell-Zellreaktionen dargestellt werden konnten. Die Modelle wurden später in der Literatur Local activator lateral inhibitor models bzw. LALI-Modelle genannt.

## Schriften
Artikel
- mit Gierer: A theory of biological pattern formation, Kybernetik, Band 12, 1972, S. 30–39
- Eine Theorie der Steuerung räumlicher Zelldifferenzierung, Biologie in unserer Zeit, 1979, Nr. 2, S. 33
- Generation of biological patterns and form: Some physical, mathematical, and logical aspects, Progr. Biophys. Molec. Biol., Band 37, 1981, S. 1–47
- mit M. Klingler: A model for pattern formation on the shells of molluscs, J. theor. Biol, Band 126, 1987, S. 63–69
- Gierer-Meinhardt Model, Scholarpedia 2006
- Models of biological pattern formation: from elementary steps to the organization of embryonic axes, Curr. Top. Dev. Biol., Band 81, 2008, S. 1–63
- Auf- und Abbauprozesse von Mustern in der Biologie: Strukturbildungsprozesse, Biologie in unserer Zeit, Band 31, 2001, Nr. 1, S. 22–29
- Die Simulation der Embryonalentwicklung, Spektrum der Wissenschaft, März 2010

Weitere Publikationen siehe: ResearchGate Publikationsliste Hans Meinhardt
Interview
- From observations to paradigms; the importance of theories and models. An Interview with Hans Meinhardt Online

Bücher
- Models of Biological Pattern formation, Academic Press 1982
- The Algorithmic Beauty of Sea Shells, 2. erweiterte Auflage, Springer, Berlin, Heidelberg, New York 1998, 3. Auflage 2003, ISBN 3-540-63919-5. (Deutsche Ausgabe: Wie Schnecken sich in Schale werfen)